# Johann Gottlob Leidenfrost
Johann Gottlob Leidenfrost (født 27. november 1715 i Rosperwenda, død 2. december 1794 i Duisburg) var en tysk læge og teolog, der som den første beskrev det videnskabelige fænomen Leidenfrost-effekten, som er opkaldt efter ham.
I 1743 blev Leidenfrost udnævnt som professor ved universitetet i Duisburg. I 1745 giftede han sig med en kvinde fra Duisburg, Anna Cornelia Kalckhoff, med hvem han fik syv børn. I forlængelse af sin undervisning fungerede Leidenfrost også som rektor for universitetet samtidig med, at han drev en privat praksis. I 1756 blev han medlem af Det Preussiske Videnskabsakademi i Berlin og i 1773 af Leopoldina i Wien.
I sin levetid publicerede Leidenfrost mere end 70 videnskabelige skrifter, bl.a. De Aquae Communis Nonnullis Qualitatibus Tractatus (1756) ("En kontrakt om nogle kvaliteter i almindeligt vand") i hvilken Leidenfrost-effekten først blev beskrevet videnskabeligt, omend den allerede blev observeret af Herman Boerhaave i 1732.